# Fujiwara no Yorinaga
Fujiwara no Yorinaga (藤原 頼長?  Mayo de 1120 – 1 de agosto de 1156) fue un kugyo (cortesano japonés de clase alta), miembro del clan Fujiwara, ocupó la posición de sadaijin (Ministro de la Izquierda).
Nacido en 1120, Yorinaga ascendió rápidamente a través de los rangos políticos de la corte imperial accediendo finalmente al importante cargo de Naidaijin con solo 17 años. En 1150, asumió el cargo de sadaijin, el segundo cargo más alto después de regente.
Yorinaga fue el último de los Fujiwara que con su influencia política trató de restaurar la Regencia Fujiwara, fuerza política dominante durante más de 170 años (794-967). Además de ser un político influyente, Yorinaga fue un intelectual que dedicó su vida a elaborar sus memorias que incluía una descripción en lógica india entre otras culturas ancestrales.

## Carrera política
Yorinaga era un activista dogmático que demostró un despliegue de coraje a la hora de tomar una decisión o una postura con respecto a la política de ese entonces. En consecuencia, Yorinaga hizo una considerable cantidad de enemigos que veían con resentimiento el desprecio que este tenía por el Emperador títere de ese momento, Konoe, y del manipulador detrás del trono, el Emperador Toba. En 1155, Konoe falleció dando paso a una crisis sucesoria. Después de muchos altercados, Go-Shirakawa, uno de los hijos del Emperador Toba, asumiría el trono como emperador. Para Yorinaga ese era el peor escenario y su ira se vio acrecentada cuando se le fue denegada la oficina de “tutor del presunto heredero” pese a sus cualidades.

## Rebelión de Hōgen
Después de ser insultado por la facción de Go-Shirakawa y de sus altercados verbales con Fujiwara no Ienari, quien aprovechó su relación amorosa con el Emperador Toba para obtener mayor influencia política en la corte, Yorinaga finalmente se alió con Sutoku, uno de los hijos del Emperador Toba. Reunieron tropas de las antiguas provincias que conformaban el imperio con la intención de marchar hacia Kioto. Lamentablemente Yorinaga solo pudo reunir una modesta cantidad de hombres en comparación a los seguidores de Go-Shirikawa que tenían el auspicio de los belicosos clanes Minamoto y Taira. La Rebelión de Hōgen simbolizó el comienzo de un tajante cambio político en cual Japón dejaría de ser un régimen dominado por la figura de varios emperadores títeres. El conflicto se definió al caer la noche del 29 de julio cuando las tropas de Sutoku y Yorinaga fueron atacadas por sorpresa por los hombres liderados por Minamoto no Yoshitomo, primogénito de Minamoto no Tameyoshi y Taira no Kiyomori. Yorinaga pereció al día siguiente después del ataque.

## Una causa perdida
La historia rara vez hace hincapié en un personaje de mediados del siglo XII cuya intriga política fue un fracaso a pesar de la determinación y coraje que este haya demostrado en sus actos. Pero la muerte de Yorinaga simbolizaría el comienzo de una época en la cual la clase guerrera empezaría a tener mayor peso político, dando paso a una nueva era de estados belicosos que pelearían entre sí hasta la unificación definitiva por parte de Ieyasu Tokugawa alrededor del 1600.